# پتروشیمی باختر
شرکت پتروشیمی باختر یک شرکت مادر تخصصی در زمینه ساخت و راه‌اندازی واحدهای پتروشیمی و به‌طور خاص واحدهایی با محصولات در زمینه پلی اتیلن است. این شرکت در حال حاضر از بزرگ ترین هُلدینگ های کشوری در زمینه پتروشیمی محسوب و در تاریخ ۱۷ بهمن ۱۳۸۳ و با تصویب دولت وقت حکومت جمهوری اسلامی ایران تشکیل و شروع به فعالیت کرد.
در بهمن ۱۳۹۶ طرحی مبنی بر در زمینه تحقیق و تفحص از نحوه واگذاری هُلدینگ پتروشیمی باختر به بخش خصوصی در مجلس شورای اسلامی مطرح گردید.

## شرکت‌های وابسته
طبق اطلاعات ارائه شده در وبگاه پتروشیمی باختر ۱۳ شرکت زیر مجموعه پتروشیمی باختر می‌باشد.
1. شرکت پتروشیمی کاویان
2. شرکت پتروشیمی پارس گلایکول
3. شرکت پلیمر کرمانشاه
4. شرکت پتروشیمی لرستان
5. شرکت پویا پژوهش باختر
6. شرکت پتروشیمی مهاباد
7. شرکت پتروشیمی کردستان
8. شرکت پتروشیمی میاندوآب
9. شرکت پتروشیمی آرین متانول (دی پلیمر آرین)
10. شرکت پتروشیمی اندیمشک
11. شرکت پتروپالایش مکران
12. شرکت کشت و صنعت مکران
13. شرکت پتروشیمی رایان پلیمر